# Litsea veitchiana
Litsea veitchiana är en lagerväxtart som beskrevs av James Sykes Gamble. Litsea veitchiana ingår i släktet Litsea och familjen lagerväxter. Utöver nominatformen finns också underarten L. v. trichocarpa.